# Atnoor, Afzalpur
Atnoor là một làng thuộc tehsil Afzalpur, huyện Gulbarga, bang Karnataka, Ấn Độ.